# Religiöse Quellenschriften
Religiöse Quellenschriften ist eine von dem katholischen Priester Johannes Walterscheid (1881–1975), Studienrat in Bonn am Rhein, unter Mitarbeit zahlreicher Fachleute herausgegebene Buchreihe mit religiösen Quellenschriften aus verschiedenen Zeiten. Den Schwerpunkt der Reihe bildet das Christentum. Einer Einschätzung von Hans Leube zufolge war sie vorwiegend für den Religionsunterricht der höheren Schulen berechnet. Nur einige wenige Bände sind auch den Quellenschriften nichtchristlicher Religionen gewidmet. Die Reihe erschien in Düsseldorf am Niederrhein im Druck und Verlag von L. Schwann und später im Patmos-Verlag in Düsseldorf. Der Herausgeber publizierte auch selbst in der Reihe, der 1934 erschienene Band 100 ist der über das Johannesevangelium. Die Reihe erschien von 1926–1936 (Band 98) und in einer Neuen Folge mit neuer Zählung (Hrsg. J. Walterscheid und Hermann Storz) von 1953 – 21/23.1960 (?).
Die folgende Übersicht liefert die Angaben zu Verfasser/Übersetzer/Bearbeiter/Herausgeber, Titel und Erscheinungsjahr.

## Auswahl
- 1 Junglas, Johannes Peter: Das Konzil von Trient. 1926
- 2 Reinarz, Heinrich: Von Ketteler und Leo XIII. : der soziale Bischof und der soziale Papst des 19. Jahrhunderts. 1926
- 4 Hilpisch, Stephanus: Aus frühmittelalterlichen Benediktinerklöstern. 1926
- 5 Walterscheid, Johannes: Aus der altchristlichen Literatur. 1926
- 6 Winterswyl, Ludwig Athanasius: Die Jungfrauenweihe. 1926
- 7 Hilpisch, Stephanus: Aus der Frühzeit des Mönchtums. 1926
- 8 Dausend, Johannes: Altchristliche Messfeier. 1926
- 9 Becker, Peter: Gott, Götter und Griechen. 1926
- 10 Walterscheid, Johannes: Die ältesten deutschen Weihnachtsspiele. 1926
- 11 Reinarz, Heinrich: Der Kulturkampf. 1926
- 12 Hilpisch, Stephanus : Aus frühmittelalterlichen Frauenklöstern. 1926
- 13 Bremer, Ferdinand: Augustinus : sein Ringen und Reifen im Lichte der Confessiones. 1926
- 14 Wellstein, Gilbert: Der Zisterzienser-Orden. 1926
- 16 Burgardsmeier, Alfred: Blaise Pascal. 1926
- 17 Koppers, Wilhelm: Gottesglaube und Gebete der Yamana auf Feuerland. 1926
- 18 Winterswyl, Ludwig Athanasius: Eine Papstmesse im VII. Jahrhundert. 1926
- 19 Krebs, Engelbert: Der Ablass : seine Entstehung, Geschichte und Wesen. 1926
- 20 Duerr, Lorenz: Religion und Frömmigkeit der alttestamentlichen Propheten. 1926
- 21 Winterswyl, Ludwig Athanasius: Die Psalmen als Gebet der Kirche. 1926
- 22 Reinarz, Heinrich: Das Pontifikat Pius’ X. 1926
- 23 Callmann, Erna: Die heilige Elisabeth von Thüringen. 1926
- 24 Höver, Hugo: Der heilige Bernhard. 1926
- 25 Schmidt, Wilhelm: Zwei Mythen kalifornischer Indianer : über die Entstehung der Welt und über den Ursprung des Todes. 1926
- 26 Augustinus, Aurelius: Die Regel des heiligen Augustinus : für das Streben nach Vollkommenheit im Ordensstande nach der im Ursulinenorden gebräuchlichen deutschen Wortfassung. 1926
- 27 Holzner, Josef: Wegführer zu Gott / 1, Altchristliche Denker bis Augustinus  1926
- 27 Holzner, Josef: Wegführer zu Gott. 1.Teil: Altchristliche Denker bis Augustinus 1926
- 28 Pascher, Joseph: Das Erwachen der katholischen Kirche zu Anfang des XIX. Jahrhunderts. 1926
- 29 Schnürer, Gustav: Bonifatius. 1926
- 3 Walterscheid, Johannes: Märtyrerakten. 1926
- 30 Peters, Norbert: Weisheitslehrer im Alten Testament. 1926
- 31 Pirckheimer, Charitas; Schmidt, Hermann Joseph: Denkwürdigkeiten der Äbtissin Charitas Pirkheimer : ein Beitrag zur Reformationsgeschichte. 1926
- 32 Francisco ; Schurhammer, Georg: Der hl. Franz Xaver nach seinen Briefen. 1926
- 33 Schuck, Johannes: Deutsche Frauenmystik des Mittelalters. 1926
- 34 Kirch, Konrad : Ignatius von Loyola. 1926
- 35 Väth, Alfons: Die Ordensfrau in den Missionen. 1926
- 36 Dausend, Johannes: Der hl. Franziskus von Assisi. 1926
- 37 Bartmann, Bernhard: Marianische Texte. 1926
- 38 Peters, Norbert: Die Frau im Alten Testamente. 1926
- 40 Müssener, Hermann: Die Säkularisation der katholischen Kirche in Deutschland. 1927
- 41 Hilpisch, Stephanus; Benedictus: Die Regel des heiligen Benedikt. 1927
- 42 Callmann, Erna: Der religiöse Gehalt der Romantik. 1927
- 43 Löhr, Gabriel Maria: Die Dominikaner im deutschen Sprachgebiet. 1927
- 44 Hünermann, Friedrich: Buße und Bußdisziplin im christlichen Alterthum. 1927
- 45 Ostlender, Heinrich; Anselm: Anselm von Canterbury, der Vater der Scholastik : mit deutschen und lateinischen Texten. 1927
- 46 Dante ; Jakubczyk, Karl: Dantes göttliche Komödie. 1927
- 47 Gausowsky, Hildegard: Katharina von Siena. 1928
- 48 Horten, Max: Der Islam in seinem mystisch-religiösen Erleben. 1928
- 49 Abraham ; Bertsche, Karl: Gedrucktes und Ungedrucktes.  1928
- 50 Müssener, Hermann: Die kirchlichen Büchergesetze. 1928
- 51 Callmann, Erna: Frauengestalten der Romantik. 1928
- 52 Schebesta, Paul: Die religiösen Anschauungen der Semang-Zwerge von Malaya (Hinterindien). 1928
- 53 Oellers, Prosper: Wilhelm Killing : ein modernes Gelehrtenleben mit Christus. 1928
- 59 Hofer, Johannes: Der heilige Clemens Maria Hofbauer 1929
- 65 Beeking, Josef: Die Nächstenliebe nach der Lehre der heiligen Schrift. 1930
- 66 Münster, Maria Paula: Klösterliches Frauenleben : nach der Drittordensregel des Hl. Franziskus; mit besonderer Berücksichtigung der Franziskanerinnen-Genossenschaft Nonnenwerth (Heythuizen). 1929
- 67 Schmidt, Hermann Joseph; Harff, Arnold von: Pilgerbuch des Ritters Arnold von Harff : in neuhochdeutscher Sprache. 1930
- 68 Newman, John Henry: Meine Geisteshaltung als Katholik : letztes Kapitel der Apologia pro vita sua. 1930
- 69 Gottlob, Theodor: Das Staatskirchentum. 1930
- 70 Aufhauser, Johann Baptist: Chinas Religionen und Ethik.  1930
- 71 Peters, Norbert: Job : das Buch vom Leiden. 1931
- 72 Metzler, Johannes: Der heilige Kirchenlehrer Petrus Canisius. 1931
- 73 Platz, Hermann: Die Wissenschaft als Religion im 19. Jahrhundert in Frankreich. 1931
- 74 Zacher, Franz Xaver: Johann Geiler von Kaisersberg. 1931
- 75 Steinbüchel, Theodor: Immanuel Kant. 1) Einführung in seine Welt und den Sinn seiner Philosophie. 1931
- 76 Steinbüchel, Theodor: Immanuel Kant. 2) Der Aufbau seiner Welt. 1931
- 81 Hilling, Nikolaus: Die Konkordate. 1932
- 82  Walterscheid, Johannes: Das Leben Jesu : nach den neutestamentlichen Apokryphen. 1932
- 83 Platz, Hermann: Religiöse Stimmen aus dem modernen Frankreich : (1880–1914). 1932
- 84 Albertus ; Ostlender, Heinrich: Der heilige Albert der Große. 1932
- 85 Aetheria ; Dausend, Johannes: Pilgerbericht der Nonne Aetheria : (4. Jahrh.). 1932
- 86 Dahmen, Hans: Die Wiederbegegnung katholischer Welthaltung und deutscher Staatsidee. 1932
- 87 Walterscheid, Johannes: Die morgenländische Meßliturgie. 1933
- 88 Thomas ; Schulte, Kurt: Die Gotteslehre des hl. Thomas von Aquin : Textauswahl und Übersetzung aus der theologischen Summe; I. und II. Abhandlung. 1933
- 89 Dahmen, Hans: Nation und Weltanschauung : Stimmen der Erneuerung von Görres bis Scheler. 1933
- 90 Blum, Josef: Das Vatikanische Konzil. 1933
- 97 Brauer, Theodor: Die Gestalt des deutschen Sozialkatholizismus im Lichte von Quadragesimo Anno. 1935
- 98 Gläubige Wissenschaft. 1936
- 99 Lützeler, Heinrich: Der deutsche Kirchenbau der Gegenwart. 1934
- 100 Walterscheid, Johannes: Das Johannesevangelium. 1934

Neue Folge
- 1 Storz, Hermann: Über den mystischen Leib Jesu Christi / Über die heilige Liturgie / Pius XII. / Mystici corporis (dt.). 1953
- 2 Hoever, Hugo: Der heilige Bernhard. 1953 (zuerst 1926)
- 3 Walterscheid, Johannes: Das Leben Jesu : nach den neutestamentlichen Apokryphen. 1953 (zuerst 1932)
- 9/10 Heinrich Falk: Kirche und Kommunismus : Der dialekt. Materialismus u. seine Verurteilung. 1956
- 17 Uta Ranke-Heinemann: Weisheit der Wüstenväter. 1958
- 20 Ludwig Schulte: Gott und der freie Mensch : Einf. in d. Grundprobleme d. Gegenwartsphilosophie. 1960
- 21/23 Walter Kinkel: Kirche und Nationalsozialismus : Ihre Auseinandersetzung zwischen 1925 u. 1945 in Dokumenten dargest. 1960